# Dicerca tenebrica
Dicerca tenebrica är en skalbaggsart som först beskrevs av Kirby 1837.  Dicerca tenebrica ingår i släktet Dicerca och familjen praktbaggar. Inga underarter finns listade i Catalogue of Life.